# В'ялово
В'я́лово (рос. Вялово) — присілок у складі Парабельського району Томської області, Росія. Входить до складу Парабельського сільського поселення.

## Населення
Населення — 96 осіб (2010; 97 у 2002).
Національний склад (станом на 2002 рік):
- росіяни — 90 %